# Olomoucký hrad
Olomoucký hrad je jeden z nejvýznamnějších hradních areálů v České republice. Nachází se na Václavském (jinak též Dómském) pahorku v historickém centru Olomouce. Vyrostl postupnými přestavbami z původního velkomoravského hradiště a dlouho sloužil jako sídlo olomouckých údělných knížat a olomouckých biskupů. Dříve byl označován jako tzv. „starý hrad“ a „nový hrad“ stál v místě budovy Filozofické fakulty Univerzity Palackého v ulici Na Hradě.
Olomoucký hrad je od roku 1962 zařazen mezi národní kulturní památky pod názvem  Olomoucký hrad s kostelem sv. Václava. Evropskou komisí byl v roce 2015 navíc zařazen spolu s Arcidiecézním muzeem Olomouc do seznamu významných památek oceněných značkou Evropské dědictví.

## Areál hradu
Areál Olomouckého hradu tvoří:
- na východě:
  - katedrála (dóm) sv. Václava
  - Zdíkův palác
- na jihu:

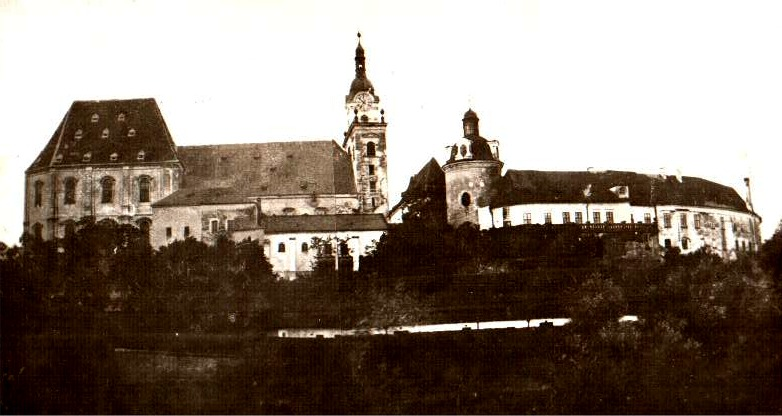
Pohled na areál Olomouckého hradu v první polovině 19. století (před novogotickou přestavbou katedrály)

  - Dům zvoníků – v letech 1859–1860 přestavěn stavitelem Franzem Kottasem
  - kaple P. Marie Opatrovnice
  - domek s ateliérem malíře Jindřicha Lenharta a jeho syna sochaře Karla Lenharta
- na západě:
  - dómská fara
  - vikářská rezidence
  - rezidence kapitulního notáře
- na severu:
  - kapitulní děkanství s hospodářským dvorem, dnes sídlo Arcidiecézního muzea
  - kostel sv. Anny
  - kaple sv. Barbory
- uprostřed areálu:
  - barokní socha sv. Jana Nepomuckého od Jiřího Antonína Heinze z roku 1724

## Historie

### Předpřemyslovská
Návrší, na kterém dnes stojí olomoucký hrad, bylo v pravěku osídleno přinejmenším ve třech obdobích: v eneolitu, ve věteřovské mladší době bronzové a v době halštatské. Návrší bylo poté zcela jistě osídleno během existence Velkomoravské říše. Byla zde nalezena keramika s prožlabenými okraji, která se také ve velkomoravském období vyskytovala v Pohanském hradišti u Břeclavi a v Mikulčickém hradišti. Pravděpodobně z 2. poloviny 8. století pochází jednobřitá sečná zbraň dlouhá 41 cm, která by mohla být místní napodobeninou typu saxu, který používali bojovníci z bajuvarské části horního Podunají. Také do 8. století je datovaný nalezený zbytek kování z bronzového plechu, který je zdoben dvěma protisměrnými, překrývajícími se klikatkami – tedy stejným vzorem, jaký na sobě mají pochvy saxů z pohřebišť v St. Jakobu v Defereggenském údolí a ve Schlingenu (obec Bad Wörishofen). Z doby Velkomoravské říše pochází také gombík z bronzového plechu zdobený vylisovaným palmetovým vzorem v síti kosočtverců se stopami zlacení.

### Přemyslovská

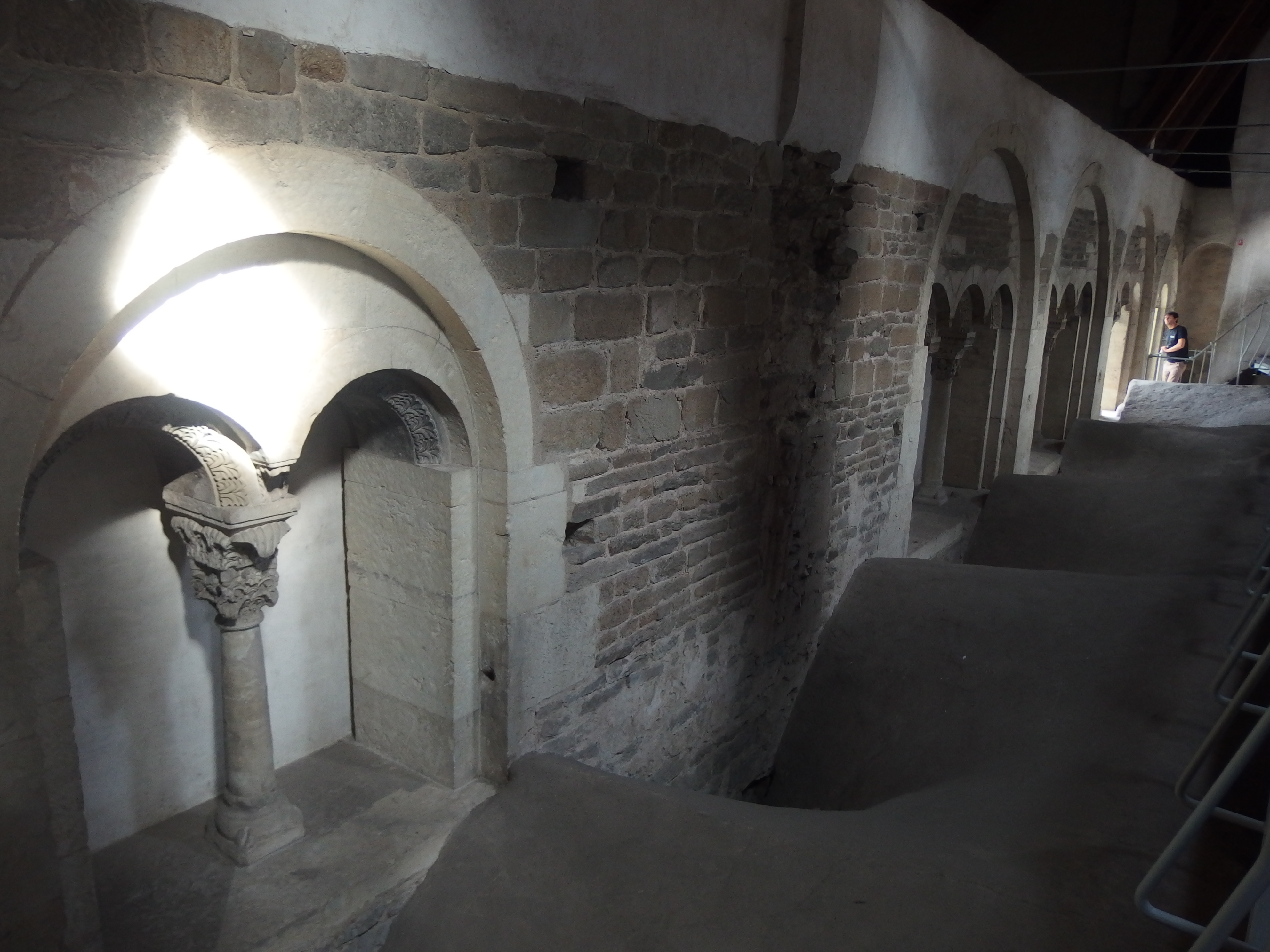
Dochované románské části Zdíkova paláce na Olomouckém hradě

Olomoucké hradiště se dále rozvíjelo (na rozdíl od jihomoravských center, která byla zpustošena) i po zániku Velkomoravské říše a vrcholu dosáhlo ve 2. polovině 10. století, kdy zde stála pevnost kontrolující dálkovou stezku. Z tohoto období (počátek 2. poloviny 10. století) byl nalezen střep s červeno-hnědou engobou zdobený hřebenovými vlnicemi a mělkými horizontálními rýhami. Tentýž druh keramiky byl také nalezen pod ruinami kostela v Břeclavi a v hradišti Kylešovicích u Opavy. Tato pevnost na konci 10. nebo začátku 11. století zanikla. Kolem poloviny 11. století došlo k vybudování nového, tentokrát už kamenného hradu, který se stal sídlem Přemyslovců, kteří odtud vládli olomouckému údělu. Patrně z 11. století pochází střepy kvalitně zpracovaných nádob s válcovitým hrdlem, které jsou stejného typu jako nádoby nalézané od poloviny 11. do poloviny 13. století ve Vratislavi a v Opolí. Někteří badatelé dávají tyto nálezy do souvislosti s vpádem polských vojsk na Moravu na počátku 11. století. Na kontakt obyvatel raně středověkého olomouckého hradu s územím dnešního Polska poukazují i další nálezy. Nádoby na duté prstencovité nožce a mísy s třmenovým uchem jsou známy z Dolního Slezska, Dolní Lužice a z jižního Velkopolska, odkud se mohly šířit proti proudu Odry a Visly. Na kontakt s prostředím Čech by zase mohl poukazovat nález střepu zdobeného pásem šikmých křížků, tedy motivu, který byl nalezen na keramice z hradiště ve Vlastislavi na Litoměřicku.

### Stavba nové katedrály

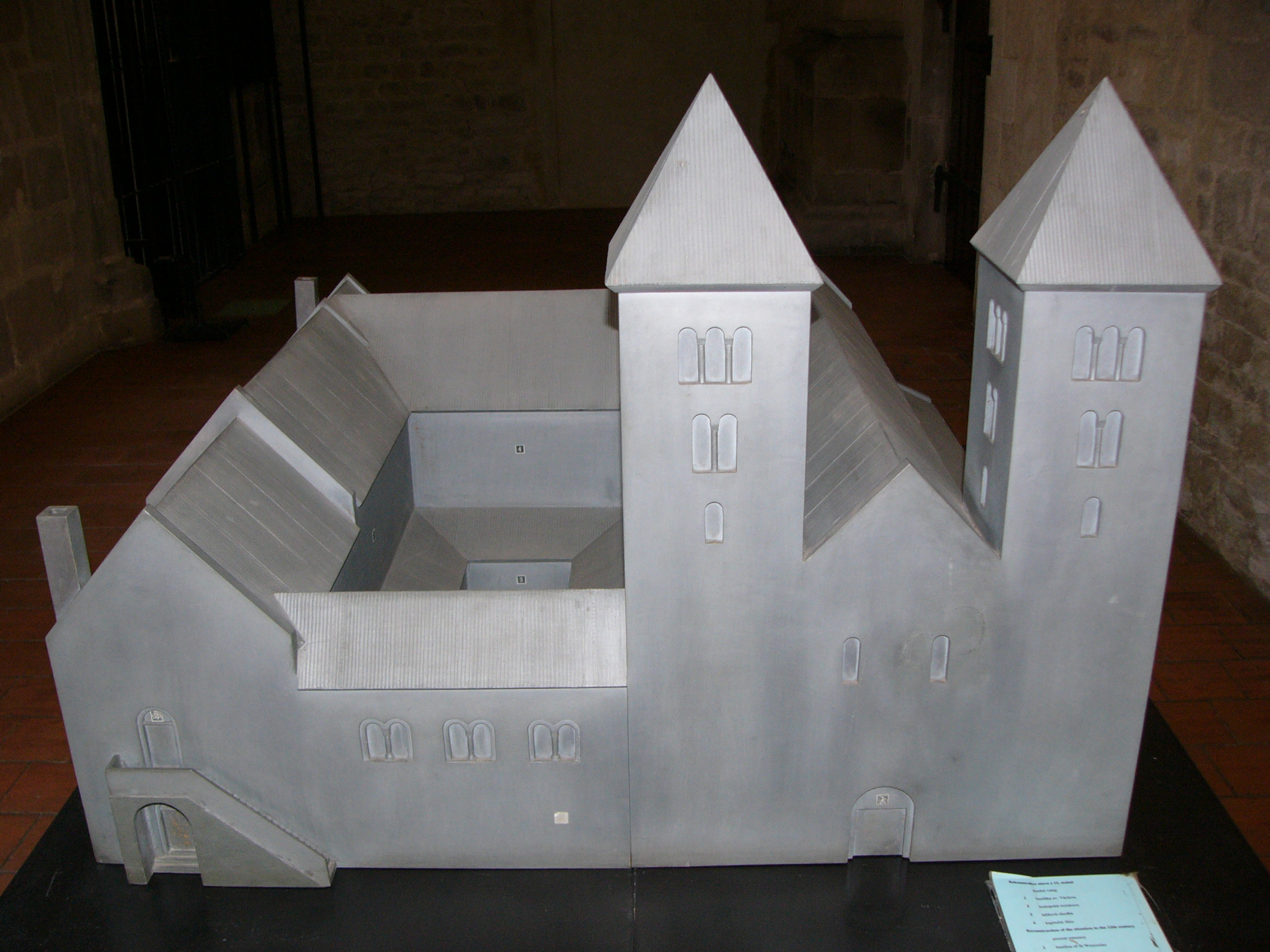
Model možné podoby románské baziliky sv. Václava s přilehlým biskupským palácem, vystaven v expozici Arcibiskupského muzea na Olomouckém hradě

Asi v roce 1048 svěřil český kníže Břetislav I. olomoucký úděl svému synovi Spytihněvu II., který na olomouckém hradu sídlil až do roku 1055. Na hradě byl nalezen jeden ze Spytihněvových denárů, které nechával razit během své knížecí vlády (1055–1061). V roce 1063 bylo oficiálně zřízeno olomoucké biskupství. Biskupským kostelem byl tehdy kostel sv. Petra v Předhradí a hlavním kostelem olomouckého hradu byl kostel sv. Maří Magdalény. To se změnilo v roce 1131, kdy byl na hradě vysvěcen nově postavený kostel sv. Václava a zároveň s ním postavena budova kapituly a biskupský palác pro biskupa Jindřicha Zdíka. Z kostela sv. Maří Magdalény se tak stala pouhá kaple a o hrad se od té doby dělila údělná olomoucká knížata s olomouckými biskupy. Jádro tvořil palác obdélného půdorysu s válcovou věží postavenou z kamenných kvádrů stejně jako přilehlá hradební zeď. Do poloviny 13. století hrad obývali moravští markrabí, od počátku 16. století se stal součástí kapitulního děkanství.

### Rozměry románského hradu
Románský olomoucký hrad mohl být asi 200 m dlouhý a v nejširším místě široký 80 m. V přemyslovských zemích byl jediným větším hradem Pražský hrad po přestavbě za vlády českého knížete Soběslava I. (1125–1140). Zhruba stejně velké jako ten olomoucký byly hrady Harzburg u Goslaru a Iburg u Osnabrücku, které byly v podobné době stavěné císařem Jindřichem IV. v Dolním Sasku. Podobně jako tyto hrady byl olomoucký hrad  obehnán kamennou hradbou, která ohrazovala velkou plochu z větší části nezastavěnou, tak aby hrad mohl poskytnout útočiště co největšímu počtu lidí. 

### Pozdější přestavby
Olomoucký hrad poté procházel mnoha přestavbami. Získal nový půdorys opevnění, katedrála byla goticky (ve 13. století), barokně (v 17. století) a novogoticky (v 19. století) přestavována. Ve 20. letech 16. století byla renesančně přestavěna budova kapituly. V polovině 18. století prošla barokní přestavbou věž, v nejvyšším podlaží vznikla domácí kaple sv. Barbory. Ve 2. polovině 19. století přibyla na místě zbořeného hradního domu novorománská kaple Panny Marie Opatrovnice.

### 20. století
Od konce 60. let 20. století se uvažovalo o rekonstrukci a zpřístupnění objektu veřejnosti. V rámci rekonstrukce byl prováděn stavebně-historický a umělecko-historický průzkum pod vedením Dobroslava Líbala a také archeologický průzkum (1972–1995) pod vedením Víta Dohnala. Zdíkův palác (někdy také nazývaný Přemyslovský) byl veřejnosti opět zpřístupněn v roce 1988. Během průzkumů bylo získáno asi 20 000 raně středověkých artefaktů, které byly uloženy do sbírek Vlastivědného muzea v Olomouci. Náměstí (Hradní prostor) před katedrálou sv. Václava bylo dne 28. září 1929 slavnostně pojmenováno „Václavské náměstí“.